# 关堤镇
关堤镇是中华人民共和国河南省新乡市红旗区下辖的一个镇。原为关堤乡，2024年撤乡设镇。

## 行政区划
关堤镇下辖以下村级行政区划单位：
张八寨村、白马村、任庄村、庄岩村、大介山村、小介山村、郭小庄村、刘庄村、司马村、柿园村、塔小庄村、刘堤村、马堤村、油房堤村、东台头村、西台头村、东杨村、西杨村和南马庄村。